# Alessio Vita
Alessio Vita (Roma, 16 marzo 1993) è un calciatore italiano, centrocampista o difensore del Cittadella.

## Caratteristiche tecniche
Gioca prevalentemente come trequartista, tuttavia grazie alla sua duttilità tattica, può essere impiegato anche da centrocampista centrale o come esterno di fascia sulla corsia di destra, grazie alla sua ottima capacità di corsa, può inoltre arretrare il proprio raggio d'azione giocando all'occorrenza anche come terzino destro.

## Carriera

### Club
Ha giocato per tre anni nel settore giovanile del Torino, con cui nella stagione 2010-2011 e nella stagione 2011-2012 ha giocato in Primavera. Nel 2012 è stato ceduto in comproprietà al Monza, voluto dal suo ex allenatore della Primavera Antonino Asta.
Nella stagione 2012-2013, la sua prima da professionista, mette a segno 5 reti in 31 presenze nel campionato di Lega Pro Seconda Divisione, nel quale la sua squadra si qualifica ai play-off (poi persi in finale), nei quali Vita gioca altre 4 partite e segna una rete. Rimane a Monza anche nella stagione 2013-2014, nella quale i brianzoli si classificano al quarto posto nel campionato di Lega Pro Seconda Divisione venendo così promossi nel nascente campionato di Lega Pro; in questa stagione Vita oltre ad esordire in Coppa Italia (con 2 presenze) contribuisce alla promozione della sua squadra mettendo a segno 8 reti in 31 presenze. Viene riconfermato anche per la stagione 2014-2015, nella quale dopo 2 ulteriori presenze in Coppa Italia mette a segno 8 reti in 18 presenze nel campionato di Lega Pro; a gennaio del 2015 si svincola dal Monza e firma un contratto fino al giugno del 2018 con il Sassuolo, che dopo averlo tesserato lo cede immediatamente in prestito al Vicenza, società di Serie B, con cui Vita conclude la stagione 2014-2015 giocando 18 partite nella serie cadetta ed altre 2 nei play-off. Rimane in prestito a Vicenza anche per la stagione 2015-2016, che inizia giocando 2 partite in Serie B e nella quale segna anche le sue prime reti in carriera nel campionato di Serie B. Viene operato per un infortunio ma rinnova il prestito nella stagione 2016-2017 con la squadra berica dove, nel girone di andata, colleziona 14 presenze da titolare su un totale di 16 presenze, diventando così un punto fermo nella formazione allenata da mister Bisoli.
Il 30 giugno 2017, il Sassuolo lo cede a titolo definitivo al Cesena, con il quale firma un contratto triennale.
Rimasto svincolato in seguito al fallimento dei romagnoli, il 16 agosto 2018 viene tesserato con un biennale dalla Feralpisalò. Il 4 luglio 2019 viene ingaggiato dal Cittadella. Il 24 settembre successivo, segna la sua prima rete in maglia granata, nella vittoria per 2-1 in casa contro il Pescara.

### Nazionale
Tra il febbraio ed il marzo del 2013 ha giocato 4 partite con la rappresentativa Under-20 di Lega Pro.

## Statistiche

### Presenze e reti nei club
Statistiche aggiornate al 13 maggio 2025.
| Stagione          | Squadra           | Campionato        | Campionato | Campionato | Coppe nazionali | Coppe nazionali | Coppe nazionali | Coppe continentali | Coppe continentali | Coppe continentali | Altre coppe | Altre coppe | Altre coppe | Totale | Totale |
| Stagione          | Squadra           | Comp              | Pres       | Reti       | Comp            | Pres            | Reti            | Comp               | Pres               | Reti               | Comp        | Pres        | Reti        | Pres   | Reti   |
| ----------------- | ----------------- | ----------------- | ---------- | ---------- | --------------- | --------------- | --------------- | ------------------ | ------------------ | ------------------ | ----------- | ----------- | ----------- | ------ | ------ |
| 2012-2013         | Monza             | 2D                | 32+4       | 6+1        | CI-LP           | 2               | 0               | -                  | -                  | -                  | -           | -           | -           | 38     | 7      |
| 2013-2014         | Monza             | 2D                | 31         | 9          | CI+CI-LP        | 2+4             | 0               | -                  | -                  | -                  | -           | -           | -           | 37     | 9      |
| 2014-gen.2015     | Monza             | LP                | 19         | 8          | CI+CI-LP        | 2+0             | 0               | -                  | -                  | -                  | -           | -           | -           | 21     | 8      |
| Totale Monza      | Totale Monza      | Totale Monza      | 82+4       | 23+1       |                 | 10              | 0               |                    | -                  | -                  |             | -           | -           | 96     | 24     |
| gen.-giu. 2015    | Vicenza           | B                 | 19+2       | 0          | CI              | 0               | 0               | -                  | -                  | -                  | -           | -           | -           | 21     | 0      |
| 2015-2016         | Vicenza           | B                 | 27         | 2          | CI              | 2               | 0               | -                  | -                  | -                  | -           | -           | -           | 29     | 2      |
| 2016-2017         | Vicenza           | B                 | 31         | 0          | CI              | 0               | 0               | -                  | -                  | -                  | -           | -           | -           | 31     | 0      |
| Totale Vicenza    | Totale Vicenza    | Totale Vicenza    | 77+2       | 2          |                 | 2               | 0               |                    | -                  | -                  |             | -           | -           | 81     | 2      |
| 2017-2018         | Cesena            | B                 | 31         | 0          | CI              | 2               | 1               | -                  | -                  | -                  | -           | -           | -           | 33     | 1      |
| 2018-2019         | Feralpisalò       | C                 | 35+5       | 4          | CI+CI-C         | 0+2             | 0+1             | -                  | -                  | -                  | -           | -           | -           | 42     | 5      |
| 2019-2020         | Cittadella        | B                 | 28+1       | 3          | CI              | 1               | 0               | -                  | -                  | -                  | -           | -           | -           | 30     | 3      |
| 2020-2021         | Cittadella        | B                 | 25+5       | 0          | CI              | 0               | 0               | -                  | -                  | -                  | -           | -           | -           | 30     | 0      |
| 2021-2022         | Cittadella        | B                 | 36         | 3          | CI              | 2               | 0               | -                  | -                  | -                  | -           | -           | -           | 38     | 3      |
| 2022-2023         | Cittadella        | B                 | 35         | 1          | CI              | 1               | 0               | -                  | -                  | -                  | -           | -           | -           | 36     | 1      |
| 2023-2024         | Cittadella        | B                 | 35         | 4          | CI              | 2               | 1               | -                  | -                  | -                  | -           | -           | -           | 37     | 5      |
| 2024-2025         | Cittadella        | B                 | 33         | 4          | CI              | 1               | 0               | -                  | -                  | -                  | -           | -           | -           | 34     | 4      |
| Totale Cittadella | Totale Cittadella | Totale Cittadella | 202+6      | 15         |                 | 7               | 1               |                    | -                  | -                  |             | -           | -           | 215    | 16     |
| Totale carriera   | Totale carriera   | Totale carriera   | 444        | 45         |                 | 23              | 3               |                    | -                  | -                  |             | -           | -           | 467    | 48     |